# Pizzo d'Intermesoli
Le Pizzo d'Intermesoli (2 635 m) est une montagne des Abruzzes (province de Teramo) du massif du Gran Sasso et des Apennins. Il se trouve dans la municipalité de Pietracamela, près de la fraction d'Intermesoli.
Le Pizzo d'Intermesoli est l'une des plus belles montagnes des Apennins. Par son altitude, c'est le 5e sommet de toute la chaîne de montagnes. L'ascension commence à Prati di Tivo à (1 450 m). La montée vers le sommet est longue et difficile mais sans difficultés techniques majeures.